# Gilberto Sacerdoti
Gilberto Sacerdoti (Padova, 1º giugno 1952) è un poeta e traduttore italiano.

## Biografia
Laureato in filosofia all'Università di Bologna, ha poi conseguito la laurea in Lingua e letteratura inglese all'Università di Roma. È poi divenuto professore di Lingua e letteratura inglese presso l'Università di Roma Tre. Ha debuttato nel 1978 con la raccolta di poesie Fabbrica minima e minore, con cui nel 1979 ha vinto il Premio Mondello per l'opera prima poetica. La sua seconda raccolta, Il fuoco, la paglia, è stata finalista al Premio Viareggio. Nel 2001 ha vinto ad ex aequo il primo premio per la Poesia con la sua raccolta Vendo vento al Premio Nazionale Letterario Pisa. Per la stessa raccolta ha conseguito anche il Premio Procida-Isola di Arturo-Elsa Morante e il Premio Nazionale Rhegium Julii È autore di traduzioni e di saggi (questi ultimi dedicati a Shakespeare), tra i quali Sacrificio e sovranità ha vinto il premio speciale nell'ambito del Premio Viareggio 2004.

## Opere

### Curatele
- Wystan Hugh Auden, Gl'irati flutti, Venezia, Arsenale, 1987
- Thomas Hardy, Poesie per Emma, Venezia, Marsilio, 2010

### Poesia
- Fabbrica minima e minore, Parma-Lucca, Pratiche, 1978
- Il fuoco, la paglia, Parma, Guanda, 1988
- Vendo vento, Torino, Einaudi, 2001

### Saggi
- Nuovo cielo, nuova terra: la rivelazione copernicana di "Antonio e Cleopatra" di Shakespeare, Bologna, Il mulino, 1990
- Sacrificio e sovranità: teologia e politica nell'Europa di Shakespeare e Bruno, Torino, Einaudi, 2002
- Saggi libertini, Macerata, Quodlibet, 2020

### Traduzioni
- George Steiner, Presenze reali, Milano, Mondadori, 1987
- Henry James, Il carteggio Aspern, Venezia, Marsilio, 1991 (anche curatela)
- Walter Scott, Cavalleria, Torino, Bollati Boringhieri, 1991
- Stevie Smith, Il cinico bebè e altre poesie, Roma, Donzelli, 1996 (anche curatela)
- Seamus Heaney, Veder cose, Milano, Mondadori, 1997 (anche curatela)
- William Shakespeare, Poemetti, Milano, Garzanti, 2000 (anche curatela)